# Norderoog
Norderoog es una de las diez islas alemanas Halligen de las islas de Frisia del Norte en el mar de Wadden, que forma parte a su vez del mar del Norte frente a las costas del país europeo de Alemania. Es habitada sólo temporalmente por un grupo de aves de marzo a octubre. 
Norderoog fue habitada de forma permanente por una familia hasta 1825, cuando su casa fue arrasada por una inundación. Ha sido el lugar donde se realizaron varios estudios ecológicos.
Norderoog pertenece al municipio de Hooge.